# 李价
李价（1523年—？），字少藩，號定斋，廣東廣州府番禺縣人，軍籍，明朝政治人物。

## 生平
嘉靖二十二年（1543年）癸卯科廣東鄉試第七名舉人。嘉靖二十六年（1547年）中式丁未科會試第一百五十九名，登第三甲第一百零三名進士。吏部觀政，授当涂知县，升户部主事，复除吏部主事，升员外郎。

## 家族
曾祖李政；祖父李科；父李士鸞，母陳氏。子李家嗣。